# Маклафлин, Джон (художник)
Джон Дуа́йр Макла́флин (англ. John Dwyer McLaughlin; 21 мая 1898, Шарон, Массачусетс — 22 марта 1976, Дейна-Пойнт, Калифорния) — американский художник-абстракционист, мастер цветной литографии, переводчик с японского языка и теоретик искусства. Лучшие его работы отмечены изяществом геометрического построения и безупречной точностью колорита.

## Биография
Джон Дуайр Маклафлин родился 21 мая 1898 в Шароне, штат Массачусетс, в семье судьи, Джона Дуайра Маклафлина-старшего. Кроме Джона, у судьи было ещё шестеро детей. Родители поощряли в детях интерес к искусству вообще, и увлечение Джона Дуайра младшего восточным искусством, в частности. Он часто отправлялся в Бостон, чтобы посетить богатый экспонатами отдел искусств народов Азии в Бостонском художественном музее.
У матери Джона был дядя, а у того — большая коллекция антиквариата из Японии, состоящая из предметов, подаренных ему японскими студентами квартирантами.
Пробудившийся интерес к Японии подтолкнул Джона к изучению японского языка, а знание языка, в свою очередь, — к изучению японской литературы, искусства, философских течений. И вот Джон готов выбрать будущую профессию: переводчик с японского.
С момента вступления США в Первую мировую войну, Джон Маклафлин служит в американском флоте (1917—1921). В 1928-м он женится на Флоренс Эмерсон, из Уэйкфилда, штат Массачусетс.

### Япония
В начале 1930-х гг. он работает агентом по продаже недвижимости в Бостоне и в Чикаго, а в 1935-м они с женой поселяются в Японии.
Пребываниев в Японии позволило Маклафлину совершенствовать свои навыки в японском языке, глубже понять живопись японских мастеров. В те годы для американца это был уникальный шанс, и Маклафлин им в полной мере воспользовался.
Позднее, знание языка позволило ему занять должность в пресс-службе Корпуса морской пехоты США. В качестве переводчика он посещает Японию, Бирму и Китай.

### США
В 1938 году, вернувшись в Бостон, Маклафлин и его жена открывают галерею искусств, получившую название «Токайдо». Здесь продавались японские гравюры и различные заморские редкости из Японии и Китая.
После войны Маклафлин вернулся в Штаты в 1946 году, приняв решение полностью сосредоточиться на живописи. Он поселяется на юге штата Калифорния, в Дейна-Пойнте. Спустя короткое время Джон вливается в группу художников, разрабатывающих в живописи метод «резкой грани» (Hard-edge painting). Они стремились свести к минимуму следы авторского присутствия в живописи, отойти от практики эффектных жестов абстрактных экспрессионистов. Напротив, полностью держать под контролем способ нанесения краски.

Моя цель достичь полноценной абстракции.
Выходить на коммуникацию в той мере, которая позволит картине сделаться инструментом, индуцирующим и высвобождающим естественное стремление зрителя к созерцательности, без опоры на какое бы то ни было целеполагание.— Джон Дуайр Маклафлин.
Умер Джон Дуайр Маклафлин 22 марта 1976 года в Дейна-Пойнте.

## Творчество
Под воздействием идей Маклафлина в 1960-х гг. в Южной Калифорнии зарождается группа «Свет и пространство», в которую входил, помимо Роберта Ирвина и Ларри Белла, и знаменитый ныне Джеймс Таррелл.

## Работы художника в сети
- «Абстракция» 1950, мазонит, казеиновая темпера, 58,4 × 71.1 см. Музей искусств колледжа Боудоин[англ.], Брансуик, штат Мэн
- Untitled #5, 1960, oil on canvas 121.9 x 86.4 cm в галерее Томаса Цандера / Galerie Thomas Zander, Кёльн, Германия
- «# 17—1962» 1962, холст, масло, 121,9 × 152.4 см. Музей искусств Индианаполиса, штат Индиана
- «Без названия» 1963, цветная литография, 55,8 × 76.2 см. Художественный музей Кливленда, штат Огайо
- «# 26—1964» 1964, холст, масло, 121,9 × 152.4 см. Музей современного искусства Сан-Франциско, штат Калифорния
- «# 14—1972» 1972, холст, масло, 121,9 × 152.4 см. Лос-Анджелесский Музей современного искусства, Лос-Анджелес, штат Калифорния
- Репродукции двух работ маслом по бумаге; биография художника на английском языке; на сайте Галереи американского искусства Салливана Госса, Санта-Барбара, Калифорния
- Репродукции трёх живописных и двух графических (цветные литографии) работ, фотопортреты на сайте Смитсоновского музея американского искусства.

## Некоторые выставки
Перечень выставок Маклафлина огромен и, буквально, стремится к бесконечности: только в 1987-м в одном из перечней указано 6 персональных выставок в различных музеях и неблизких городах.
- 2014, 25 января — 12 апреля: Джон Маклафлин совместно с фотографом Тодом Пападжорджем англ. Tod Papageorge (р. 1940): Студия 54 / John McLaughlin, Tod Papageorge. Studio 54; Galerie Thomas Zander, Кёльн, Германия
- 1991: Избранные работы, в галерее Андре Эммериха (1924—2007) / André Emmerich Gallery, Нью-Йорк
- 1968—1969 : Джон Маклафлин. Ретроспективная выставка, 1946—1967, 16 ноября 1968 — 5 января 1969, Вашингтон, округ Колумбия, Галерея Коркоран
- 1959: «Четыре абстрактных классика». Помимо Джона Маклафлина в четвёрку вошли: Карл Бенджамин[англ.], Лорсер Фейтелсон и Фредерик Хаммерсли[англ.] / Музей современного искусства Сан-Франциско, штат Калифорния — Лос-Анджелесский Музей современного искусства, Лос-Анджелес, штат Калифорния — Лондон — Белфаст. Выставка «Четыре абстрактных классика» задумана Петром Зельцем[6] в 1959 году. В каталоге к выставке куратор Джулис Лангснер[англ.] описал живопись, представленную на выставке, как «Hard-edge painting»: «Цвет и форма неотделимы друг от друга. Форма получает своё существование через цвет и цвет может существовать только обретя форму»[7].

## Музейные собрания
- Художественная галерея Олбрайт-Нокс, Буффало, Нью-Йорк
- Музей искусств округа Лос-Анджелес
- Музей искусств Метрополитен, Нью-Йорк
- Лос-Анджелесский Музей современного искусства, Лос-Анджелес, штат Калифорния
- MoMA, Нью-Йорк
- Музей современного искусства Сан-Франциско, штат Калифорния
- Смитсоновский музей американского искусства, Вашингтон, округ Колумбия
- Музей американского искусства Уитни, Нью-Йорк